# Corpus iuris civilis

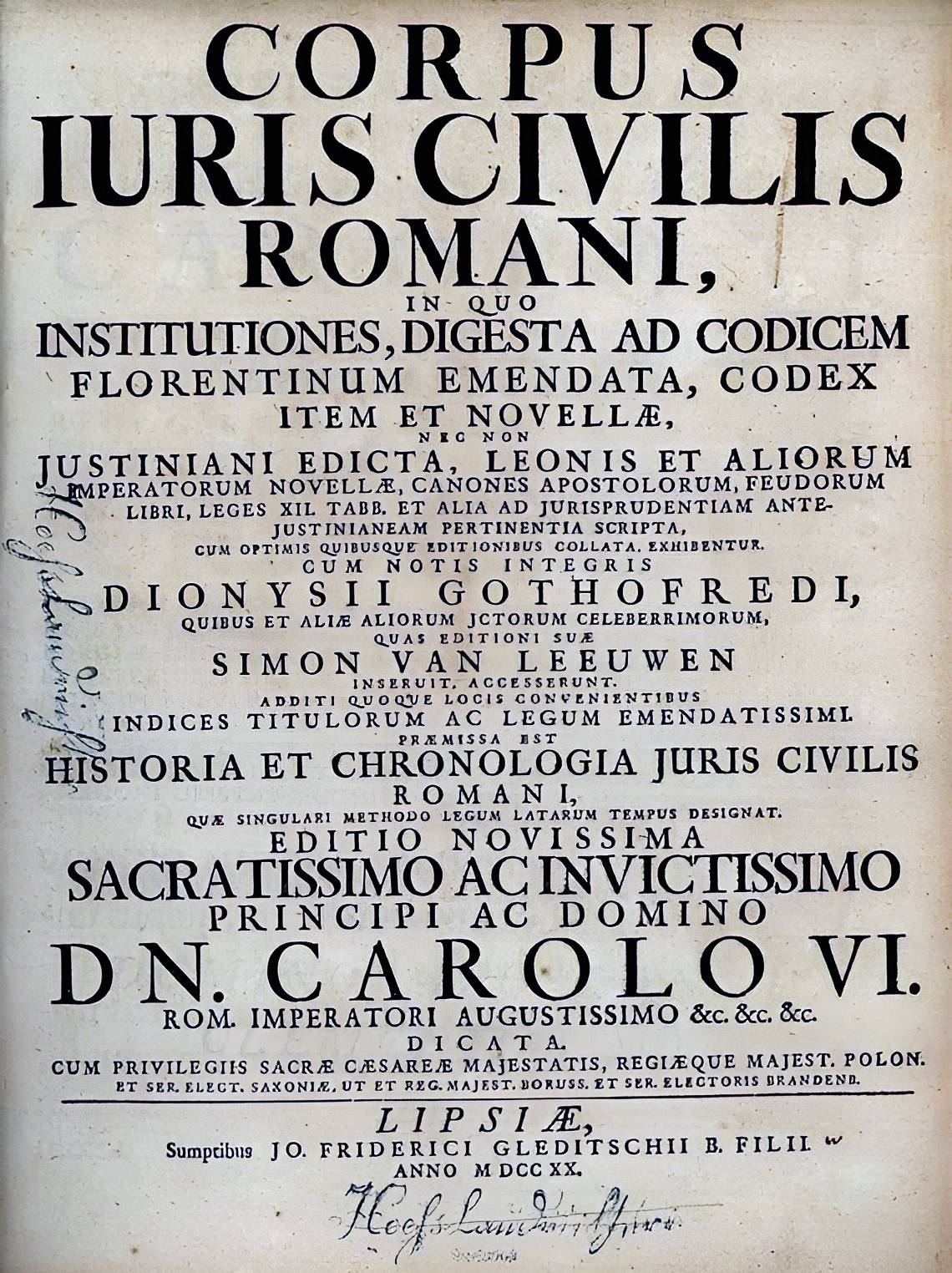
Інституції і Дигести, 1583

«Corpus juris civilis» («Корпус юріс цивіліс» від лат. «тіло цивільного права»)  — сучасна назва зведення римського цивільного права, укладеного 528–534 роках за часів панування візантійського імператора Юстиніана I Великого. Відомий також під назвами «Зведення Юстиніана» або «Кодифікація Юстиніана».
Структура зведення:
- Інституції (Institutiones) - складалися з чотирьох книг, розділених на титули; в основу їх змісту були покладені Інституції Гая.
- Дигести або Пандекти (Digesta, Pandectae) - збірник витягів з праць римських юристів імператорського періоду.
- Кодекс Юстиніана (Codex)-  офіційне зведення римських імператорських указів.
- «Новели» (Novellae) - 168 нових законів, опублікованих після складання кодифікації.

Для «Corpus juris civilis» характерне прагнення з'єднати різноманітні гілки римського права і надати нового змісту окремим старим правовим поняттям і інститутам, таким чином зберегти їх життєвість, з метою систематизації великої кількості правових джерел та зміцнення за допомогою неї тогочасних майнових відносин, імператорської влади й офіційної церкви . У XII столітті зведення отримало назву «Corpus juris civilis». Вперше видане в XVI столітті Діонісієм Готофредом.

## Зміст

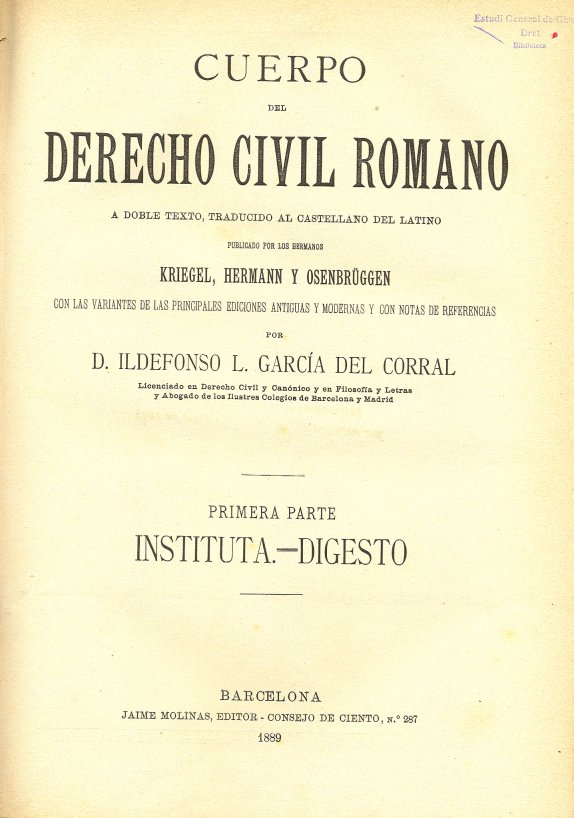
Частина 1. 1889, Барселона

### Дигести
Digesta (зібране) Pandectae (те, ще вміщує все)були найбільш об`ємною частиною зводу. Складені і опубліковані в 533 році. При оприлюдненні «Дигестів» імператор Юстиніан заборонив навіть писати до них коментарі: вони представляли офіційно законодавчий документ не менше, ніж власне  закони; дозволялося тільки робити витягання і переклад на грецьку мову. 
Дигести або Пандекти складають основну частину компіляції Юстиніана I складаються з 50 книг, розділених на титули і фрагменти.
У першій (кн. 1-4) розглядалися загальні питання права і вчення про суб'єктів права - осіб; у другій (кн. 5-11) - «про право осіб на свої власні і на чужі речі, про захист права власності», тобто речове право; у третій (кн. 12 -19) - про зобов'язання; у четвертій (кн. 20-27) - про забезпечення зобов'язань, про свого роду витрат і позовних вимог із зобов'язань і про зобов'язання, пов'язаних з реалізацією сімейних і опікунських прав; у п'ятій (кн. 28-36) - про заповіти; в шостій (кн. 37-43) - про найрізноманітніші правові колізії; в сьомий (кн. 44-50) трактувалися питання, пов'язані, переважно з кримінальним та публічним правом; остання книга присвячувалася старим юридичним виразами, термінології, висловлюванням, прислів'ям і т.д.  
Містять в собі вислови (думки) провідних римських юристів класичної, пізньокласичної і посткласичної епох близько 96-533 року нової ери з різних питань приватного, кримінального і міжнародного права. Отримали обов'язкову силу.
Саме Дигести стали точкою відліку для початку рецепції римського права на Заході.

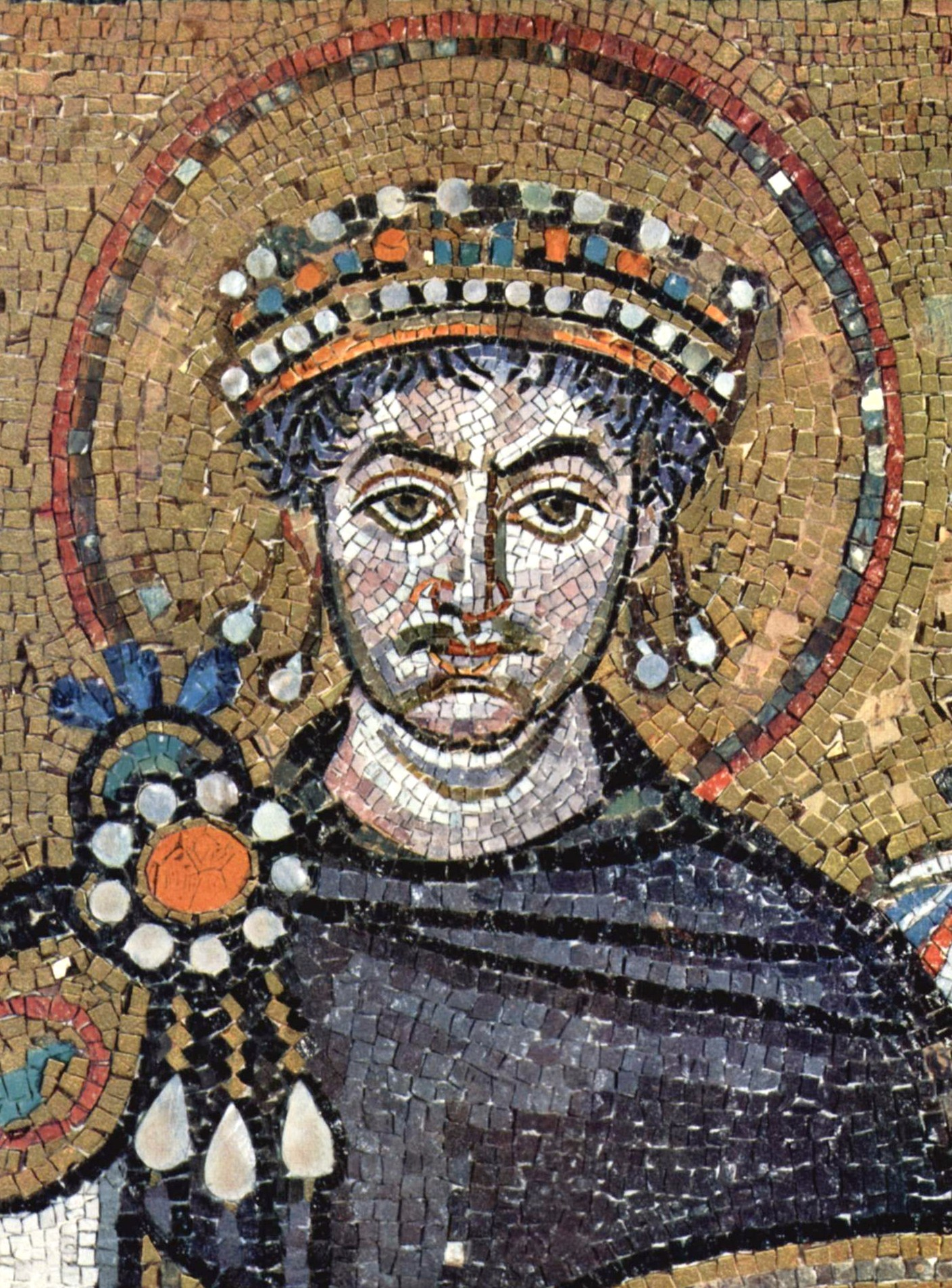
Імператор Юстиніан

### Інституції
«Інституції» уявляли собою систематизований виклад основ права: основи права і  систематизований виклад догматичних принципів приватного права. «Інституції» поділялися на 4 книги і 98 титулів; книги були наступними: 1) загальне вчення про право і вчення про суб'єктів права, 2-3) загальні інститути речового права і зобов'язального права, 4) вчення про позови. 
Хоча вони були створені як елементарне керівництво для навчальних цілей, однак вони не стоять нижче інших частин і в змісті юридичної чинності. Головним їхнім джерелом послужили Інституції Гая, хоча були використані Інституції й інші авторів. Вони дали юстиніанівським Інституціям свій зовнішній розподіл на 4 книги і свій план: особи-речі-позови (personae-res-actiones). Тобто моделлю для Інституцій Юстиніан стала загальна структура Інституцій Гая.
Відповідно до цієї системи римське приватне право складається з 3 основних інститутів:
1) Особи (personae) — суб'єкти права.
2) Речі (res) — відносини з приводу речей.
3) Позови (actio) — способи придбання речей і захисту речових прав. До них належать спадкування і зобов'язання. 
От як це звучить у Гая: «Усе право, яким ми користуємося, відноситься або до осіб, або до речей, або до позовів».
Інституції дійшли до нас у безлічі рукописів, що не йдуть далі IX ст. Найціннішою є Туринський рукопис: у ньому, крім тексту юстиніанівських Інституцій, ми знаходимо глосси, тобто тлумачення до тексту.

### Новели
Новели Юстиніана — назва 4-ї частини Зводу цивільних законів (Корпус юріс цивіліс), укладеного за правління візантійського імператора Юстиніана І. До Н. Ю. були включені нові закони, видані після 534. Більшість з них стосувалася суспільних відносин у провінціях.
Novellae leges.
Новели — це четверта частина юстиніанівського законодавства. Офіційних зборів Новел, виданих Юстиніан після Codex repetitae praelectionis, ми не маємо, але до нас дійшли їх деякі приватні збірники. 
Крім узагальнення імператорських постанов, в новелаї є едикти начальників великих провінцій і взагалі багато що стосувалося управління провінціями і специфіки нововведень в спадковому праві.
Найдавніший збірник цього роду належить константинопольському професору Юліанові. Складений він був близько 556 р. і містить у собі 122 новели Юстиніан. Цей збірник звичайно називається epitome Juliani. Він латинською мовою. Ще одні збори — collectio Marciana — містять 168 новел (з них 156 юстиніанівських). Нарешті, ще пізніше стали відомо й інші збори, що містять 168 новел грецькою мовою. У сучасних виданнях новели перенумеровані. Кожна з них складається з уведення (praefatio) тексту і висновку (epilogus); текст розділяється на глави(caput). Спосіб цитування: указується номер новели, номера глави і параграфа: № 28, с.4, § 2 — 28 глава Новели, 4 глава (caput), § 2.

## Corpus juris civilis і рецепція римського приватного права
Рецепція римського приватного права - це складне явище суспільного життя, сходинка, яка поєднує правовий розвиток Стародавнього світу, Середньовіччя і Нового часу.
Receptio - термін латинського походження, стосовно римського права означає відновлення дії, запозичення, переробка, засвоєння.
Взагалі, розвиток рецепції римського права був поступовим. Для першого етапу характерне вивчення римського права в окремих міських центрах Італії. Під час другого етапу рецепція пощирилась на ряд інших держав і римське право почало застосовуватись практично у діяльності суддів-практиків. На 3 етапі відбувається засвоєння досягнень римського права. Найбільшого обсягу рецепція досягла у Німецькому праві. Зокрема, вплив римського права позначився на структурі німецького цивільного Уложення 1900 року. Його фундамент становило те німецьке право, в якому асимілювались досягнення римської правової форми. Рецепційоване римське приватне право протягом тривалого часу було чинним у багатьох країнах Європи як загальне. Воно залишило глибокий слід у правосвідомості, цивільному законодавстві, в науці і практиці цивільного права.
Практичне значення кодексу Юстиніана та інших частин Corpus juris civilis на Сході, а починаючи з епохи підготовки рецепції римського права (XII століття) — і на Заході, було більше значення кодекса Феодосія, оскільки до нього приурочилося застосування і вивчення римського права.